# Óscar Engonga Maté
Óscar Engonga Maté   (Torrelavega, 12 de setembre de 1968) és un exfutbolista i entrenador de futbol càntabre i d'origen equatoguineà. És germà dels també futbolistes Vicente Engonga i Julio Engonga.

## Trajectòria
Engonga va néixer a Torrelavega, Cantàbria. Durant la seva carrera, desenvolupada principalment a lligues inferiors d'Espanya, va participar en tres partits de La Liga, un per al Reial Valladolid i dos per al Racing de Santander. Es va retirar el 1999, amb només 30 anys.
Com a entrenador, va ser seleccionador de la selecció de futbol de Guinea Equatorial a mitjans de la dècada del 2000, que va comptar amb antics companys professionals a Espanya Rodolfo Bodipo i Benjamín Zarandona. Posteriorment, va exercir d'assistent tècnic del seu germà Vicente quan aquest últim estava al capdavant de la selecció nacional.